# 펭귄 카페 오케스트라
펭귄 카페 오케스트라(Penguin Cafe Orchestra, PCO)는 영국의 기타리스트 사이먼 제페스가 이끄는 아방 팝 밴드이다. 첼리스트 헬렌 리프먼과 공동 설립되었으며, 1980년대와 1990년대에 광범위하게 순회 공연을 했다. 밴드의 사운드는 쉽게 분류되지 않으며, 활기찬 포크 음악의 요소와 가끔 필립 글래스 같은 작곡가를 연상시키는 미니멀리즘 미학을 가지고 있다.
이 그룹은 제프스가 1997년 수술 불가능한 뇌종양으로 사망할 때까지 24년 동안 녹음하고 공연했다. 2007년 오리지널 그룹의 몇몇 멤버들이 세 번의 콘서트를 위해 재결합했다. 그 이후로, 다섯 명의 오리지널 멤버들은 PCO의 음악 콘서트를 계속해서 연주했는데, 처음에는 앤트이터스, 그 다음에는 오케스트라 댓 펠 투 어스였다. 2009년, 제페스의 아들 아서는 펭귄 카페라고 불리는 후속 밴드를 설립했다. 비록 오리지널 PCO 멤버가 없지만, 밴드는 라이브 레퍼토리에 많은 PCO 곡들을 포함하고 있으며, 아서가 작곡한 새로운 음악을 녹음하고 공연한다.

## 음반 목록

### 스튜디오 음반
- Music from the Penguin Cafe (1976년)
- Penguin Cafe Orchestra (1981년)
- Broadcasting from Home (1984년)
- Signs of Life (1987년)[3]
- Union Cafe (1993년)